# Signe Ekblad
Signe Anna Charlotta Ekblad, född 12 maj 1894 i Stora Åby socken, död 13 november 1952 i Stockholm, var en svensk lärare, missionär och rektor.

## Biografi
Signe Ekblad tog folkskollärarexamen i Stockholm 1915 och tjänstgjorde som folkskollärare i Torshälla 1915–1920. Efter studentexamen 1920 blev hon student vid Uppsala universitet 1921, där hon slutligen avlade filosofie kandidatexamen 1934.
Ekblad anställdes 1921 av Svenska Jerusalemsföreningen för att leda föreningens missionsskola i Jerusalem och övertog ledningen av skolan 1922. Skolan utvecklades starkt under Ekblads ledning och förmedlade undervisning på arabiska och engelska till hundratals elever, både kristna och muslimska. Skolan skadades av krigshandlingar i mars 1948 och fick överges.
Ekblad blev en känd personlighet i Palestina, och en vägvisare för resenärer, forskare och pilgrimer i landet. 1944 tilldelades hon medaljen Illis quorum för sina många förtjänster inom skilda områden.
Signe Ekblad avled på Samariterhemmet i Uppsala och är begravd på Norra begravningsplatsen utanför Stockholm.